# Силвио Ното
Силвио Ното (Бари, 13. јун 1925 — Рим, 23. октобар 2000) је био италијански ТВ и радио водитељ, глумац и позајмљивач гласа.
Рођен у Барију, дипломирао на правном факултету праву, Ното је постао први познати радио-водитељ после Првог светског рата. Он је постао популаран као домаћин неколико успешних РАИ телевизијских програма, почевши od Casa serena (1950). Врхунац своје славе достигао је у другој половини 1950-их година, када је заједно са Ензом Тортором био домаћин емисија Primo applauso, Telematch и Voci e volti della fortuna.
Ното се, такође, појавио у десетак филмова, углавном у споредним улогама. На малом екрану је био међу преводиоцима серијала E le stelle stanno a guardare.